# Шиппер, Джессика
Джессика Ли Шиппер (англ. Jessicah Schipper; род. 19 ноября 1986, Брисбен, Квинсленд — австралийская пловчиха. Специализируется в плавании баттерфляем на дистанциях 100 и 200 метров. Представляла Австралию в трёх Олимпийских играх.
Дебютировала в составе сборной страны на чемпионате мира 2003 года в Барселоне и завоевала бронзовую медаль в комбинированной эстафете 4×100 м. Она финишировала четвёртой в заплыве на 100 метров баттерфляем на Олимпийских играх 2004, выиграв на этих же играх золотую медаль в комбинированной эстафете 4×100. В Пекине четыре года спустя повторила успех в эстафете, а также добавила к своей коллекции наград две «бронзы» в заплывах на 100 и 200 метров баттерфляем.
На трёх чемпионатах мира подряд она выигрывала медали в заплывах на 100 и 200 метров баттерфляем.